# Teatre d'operacions d'Àfrica occidental (Primera Guerra Mundial)
|  | Aquest article tracta sobre la campanya de la Primera Guerra Mundial. Si cerqueu la campanya de la Segona Guerra Mundial, vegeu «Campanya de l'Àfrica Occidental». |

El teatre d'operacions d'Àfrica occidental fou el conjunt d'operacions de la I Guerra Mundial que es dugueren a terme en territori africà pel control de les colònies alemanyes de Togolàndia i Kamerun.

## La campanya de Togolàndia
La campanya del Togolàndia (9-26 d'agost de 1914) va ser una invasió francesa i britànica de la colònia alemanya del Togolàndia, a l'Àfrica Occidental (que va esdevenir Togo i la regió del Volta de Ghana després de la independència), durant la Primera Guerra Mundial.
La colònia alemanya de Togolàndia era petita, tenia unes forces militars molt escasses (uns 500 homes sota el comandament del major Hans-Goerg von Döring) i estava totalment envoltada per colònies aliades. Tot i així, malgrat el seu escàs valor militar, podia servir de lloc de refugi per a vaixells corsaris alemanys i els governs britànic i francès decidiren ordenar a les seves tropes properes l'ocupació de la colònia alemanya.
D'aquesta manera, poc després d'iniciades les hostilitats, la colònia va ser envaïda el 6 d'agost, per les forces franceses de Dahomey (actualment Benín) des de l'est, i el 9 d'agost per les forces britàniques de Costa d'Or (actual Ghana) des de l'oest. Les forces alemanyes no pogueren oposar gaire resistència i el 6 d'agost els britànics ocupen Lomé, mentre que els francesos ocupen Anecho el dia 7. El dia 8 es produeixen alguns enfrontaments a prop d'Agbeluwoe.
Les forces colonials alemanyes es van retirar de la costa i després es van enfrontar amb accions d'entorpiment per la ruta nord a Kamina, on una nova estació de radiotelegrafia enllaçava Togolàndia amb Berlín, l'Atlàntic i el sud d'Amèrica. La principal força de britànics i francesos de les colònies veïnes de la Costa d'Or i Dahomey, van avançar des de la costa fins a la carretera i ferrocarril, i petites forces es van dirigir cap a Kamina des del nord. El dia 22, les tropes alemanyes es van reagrupar a l'estació de radiotelegrafia de Kamina que, després de quatre dies de resistència i negociacions, és destruïda pels mateixos alemanys.
Els defensors alemanys van ser capaços de retardar els invasors durant diversos dies en les batalles d'Agbeluvhoe i Chra, però finalment la colònia es va rendir el 26 d'agost de 1914. El 27 d'agost de 1914 Togolàndia quedava definitivament sota ocupació aliada.
En 1916, Togolàndia es va repartir entre vencedors i al juliol de 1922, es van crear Togolàndia britànica i Togolàndia francesa, per mandat de la Societat de Nacions.
La rendició de Togolàndia va marcar el principi de la fi de l'imperi colonial alemany a l'Àfrica.

## Ocupació de Kamerun
La colònia alemanya del Kamerun (que, a més del Camerun actual també incloïa part dels actuals Nigèria, Gabon, República del Congo, República Centreafricana i Txad) comptava amb una guarnició colonial (Schutztruppe) d'uns 1.000 soldats alemanys i uns 3.000 soldats nadius sota el comandament del major Zimmermann. El territori alemany quedava envoltat per territoris sota dominació aliada: al nord per la colònia britànica de Nigèria i al sud i a l'est per l'Àfrica Equatorial Francesa i el Congo Belga. Quan arribaren les notícies de l'inici de les hostilitats, el governador Karl Ebermeier traslladà la seu de govern de Buea a Douala (Kamarunstadt), més protegida.

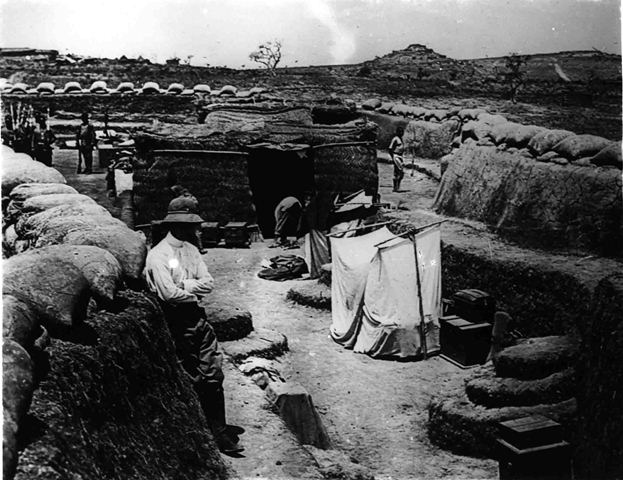
Trinxeres alemanyes en Garoua, 1914-1916

El 5 d'agost, tropes franceses ocuparen el post fronterer de Singa, a l'est del territori, però hagueren de retirar-se poc després. Les tropes britàniques de Nigèria iniciaren les hostilitats a la zona a mitjan agost, penetrant al Camerun en tres columnes diferents i ocupant Nsanakong; nogensmenys, totes elles es veieren obligades a retirar-se, a causa tant de l'oposició i les emboscades alemanyes com del terreny difícil i la manca d'una correcta orientació.
Una nova incursió francesa des del sud, en canvi, aconseguí capturar Kousséri, i una altra incursió franco-belga a començaments de setembre ocupà el port de Limbe. Una vegada assegurada aquesta posició, les forces franco-belgues avançaren cap a la capital colonial, Douala (Kamarunstadt), que amb ajuda de quatre creuers britànics i francesos com a suport d'artilleria, aconseguiren conquerir el 27 de setembre de 1914.
Després de la captura de la capital, la resistència alemanya es localitzà a l'interior, al voltant de Yaoundé. El 8 d'octubre un atac aliat sobre Yabassi és refusat per les tropes alemanyes, però un segon atac el dia 14 aconseguí ocupar la vila. Durant la resta de l'any i començaments de 1915, les tropes aliades avançaren lentament cap a Yaoundé seguint el ferrocarril construït pels alemanys (el 10 de juny ocupen Garua, i el 27 Ngaoundéré), i aconseguiren capturar Yaoundé el novembre d'aquell any.
Les forces alemanyes van començar a creuar cap a la colònia espanyola de Rio Muni el 23 de desembre de 1915, amb les forces aliades fent pressió a Yaoundé des de totes bandes. El comandant alemany, Carl Zimmermann, va ordenar a les restants unitats alemanyes i civils d'escapar cap a Rio Muni i mitjans de febrer, prop de 7000 schutztruppe i prop de 7.000 civils ja havien arribat a territori espanyol. El 18 de febrer va acabar el setge de Mora amb la rendició de la guarnició.
La majoria dels alemanys i camerunesos van romandre en Rio Muni però finalment els alemanys es van traslladar a Fernando Poo i alguns se'ls va permetre d'anar a Espanya per a poder viatjar als Països Baixos per arribar a Alemanya. Alguns camerunesos, inclòs el cap suprem del poble Beti, es van traslladar a Madrid, on van viure còmodament.